# Pierinis
Els pierinis (Pierini) són una tribu de lepidòpters papilionoïdeus de la família dels pièrids (Pieridae), subfamília Pierinae, amb diverses espècies als Països Catalans.

## Taxonomia
La tribu dels pierinis inclou 44 gèneresː
- Aoa de Nicéville, 1898
- Aporia Hübner, [1819]
- Appias Hübner, [1819]
- Archonias Hübner, 1825
- Ascia Scopoli, 1777
- Baltia Moore, 1878
- Belenois Hübner, [1819]
- Catasticta Butler, 1870
- Cepora Billberg, 1820
- Charonias Röber, [1908]
- Delias Hübner, [1819]
- Dixeia Talbot, 1932
- Elodina C. & R. Felder, [1865]
- Eucheira Westwood, 1834
- Ganyra Billberg, 1820
- Glennia Klots, 1933
- Hypsochila Ureta, 1955
- Infraphulia Field, 1958
- Itaballia Kaye, 1904
- Ixias Hübner, [1819]
- Leodonta Butler, 1870
- Leptophobia Butler, 1870
- Leuciacria Rothschild & Jordan, 1905
- Mathania Oberthür, 1890
- Melete Swainson, [1831]
- Mesapia Gray, 1856
- Mylothris Hübner, [1819]
- Neophasia Behr, 1869
- Pereute Herrich-Schäffer, 1867
- Perrhybris Hübner, [1819]
- Phrissura Butler, 1870
- Phulia Herrich-Schäffer, 1867
- Piercolias Grote, 1903
- Pieriballia Klots, 1933
- Pieris Schrank, 1801
- Pierphulia Field, 1958
- Pinacopteryx Wallengren, 1857
- Pontia Fabricius, 1807
- Prioneris Wallace, 1867
- Pseudomylothris Neustetter, 1929
- Reliquia Ackery, 1975
- Saletara Distant, 1885
- Sinopieris Huang, 1995
- Tatochila Butler, 1870
- Theochila Field, 1958

## Espècies de la península Ibèrica i Balears[3]
- Aporia crataegi
- Pieris brassicae
- Pieris ergane
- Pieris mannii
- Pieris napi
- Pieris rapae
- Pontia callidice
- Pontia daplidice

## Galeria

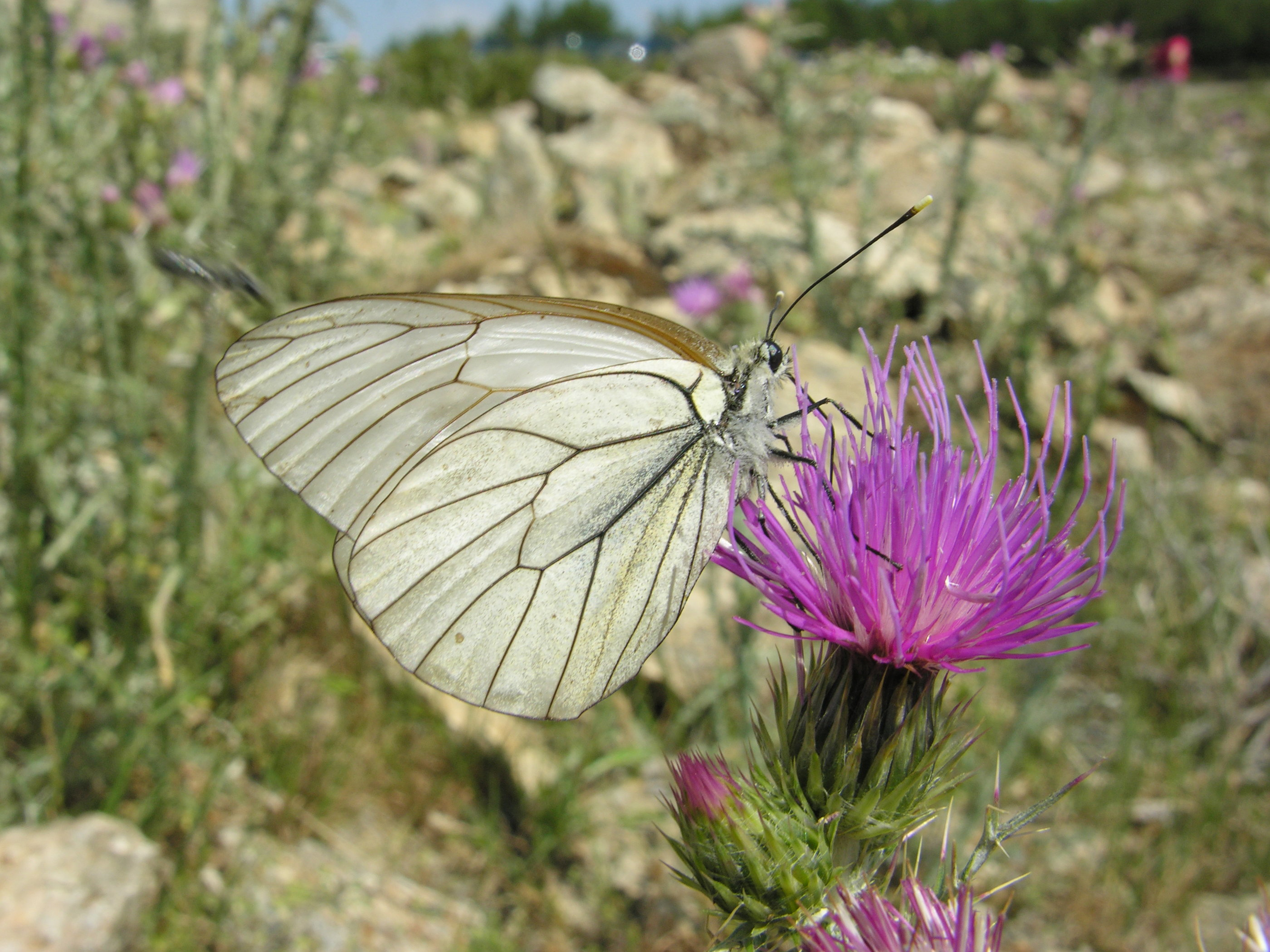
Aporia crataegi
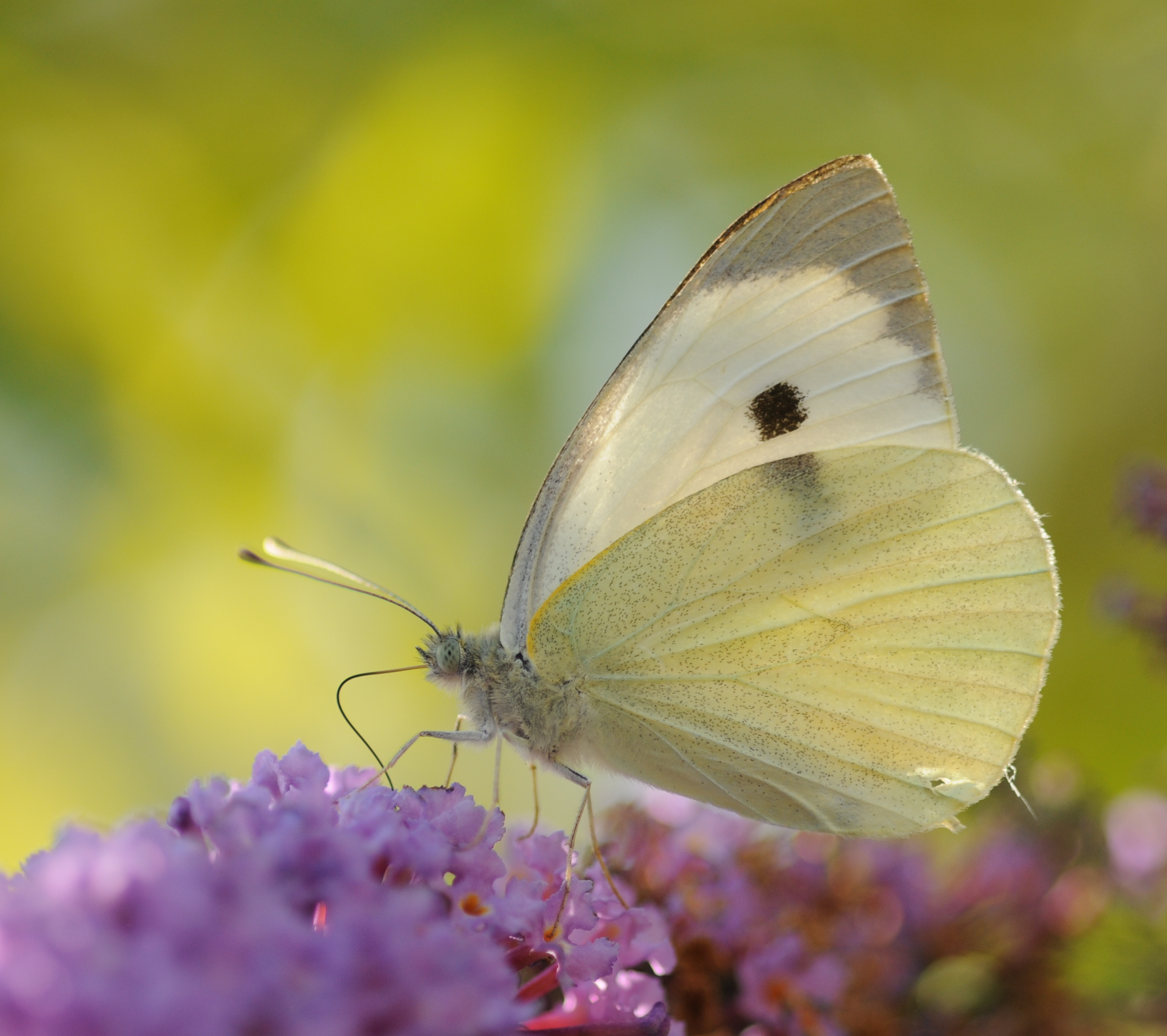
Pieris brassicae
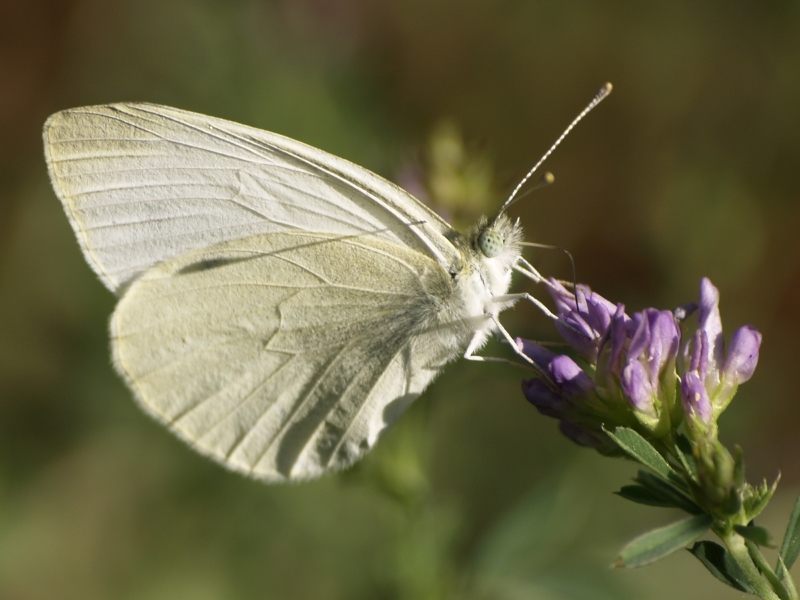
Pieris ergane
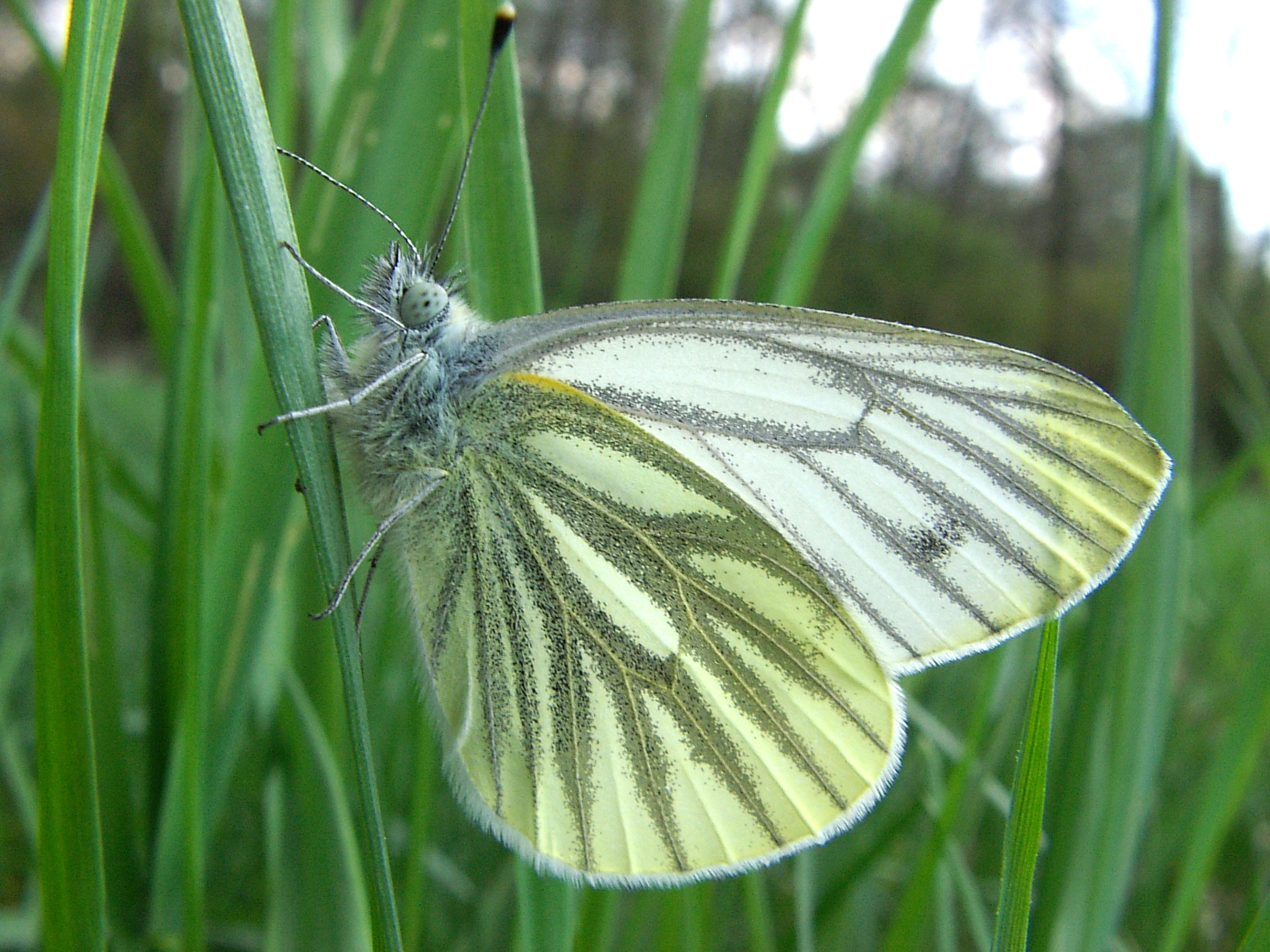
Pieris napi
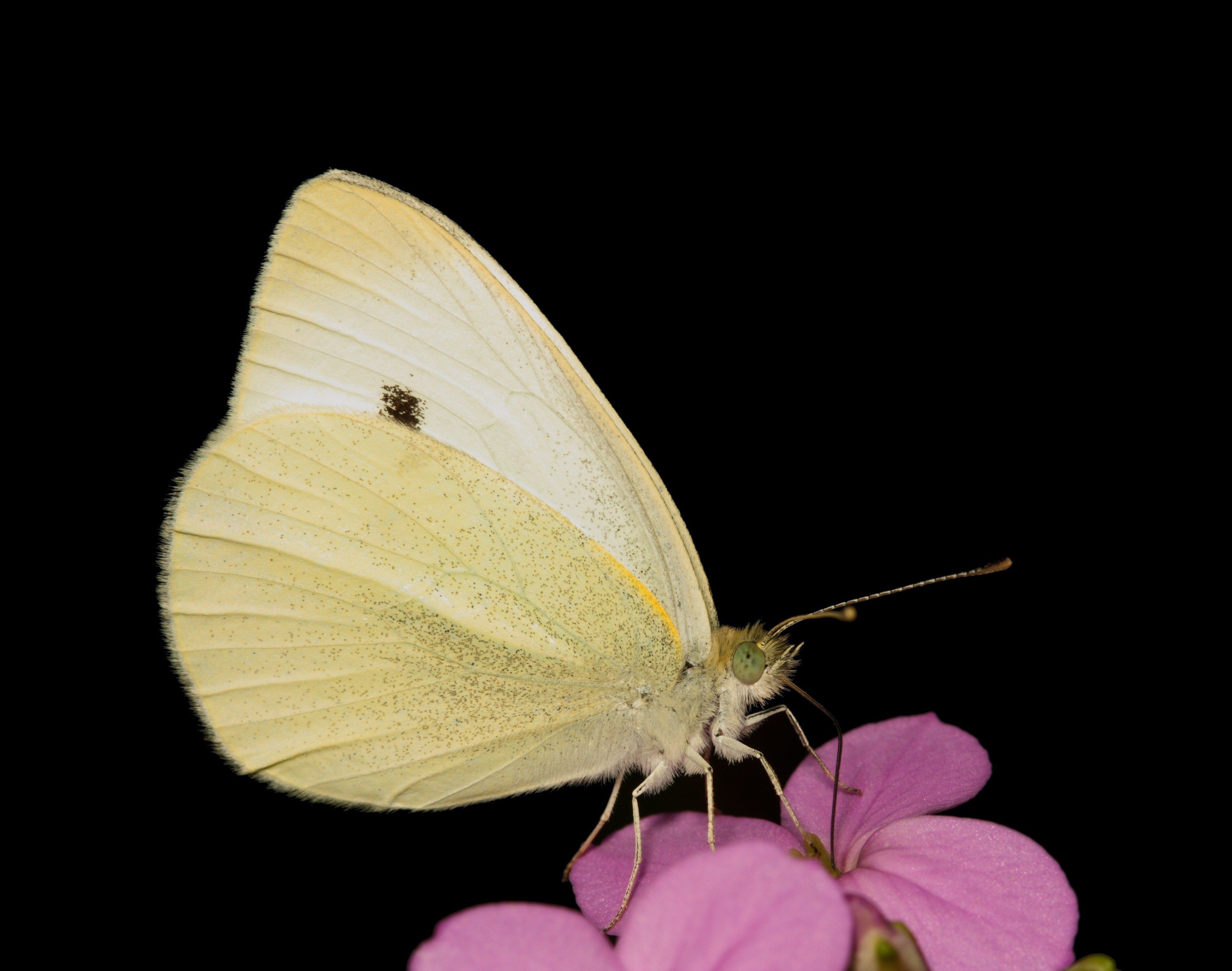
Pieris rapae
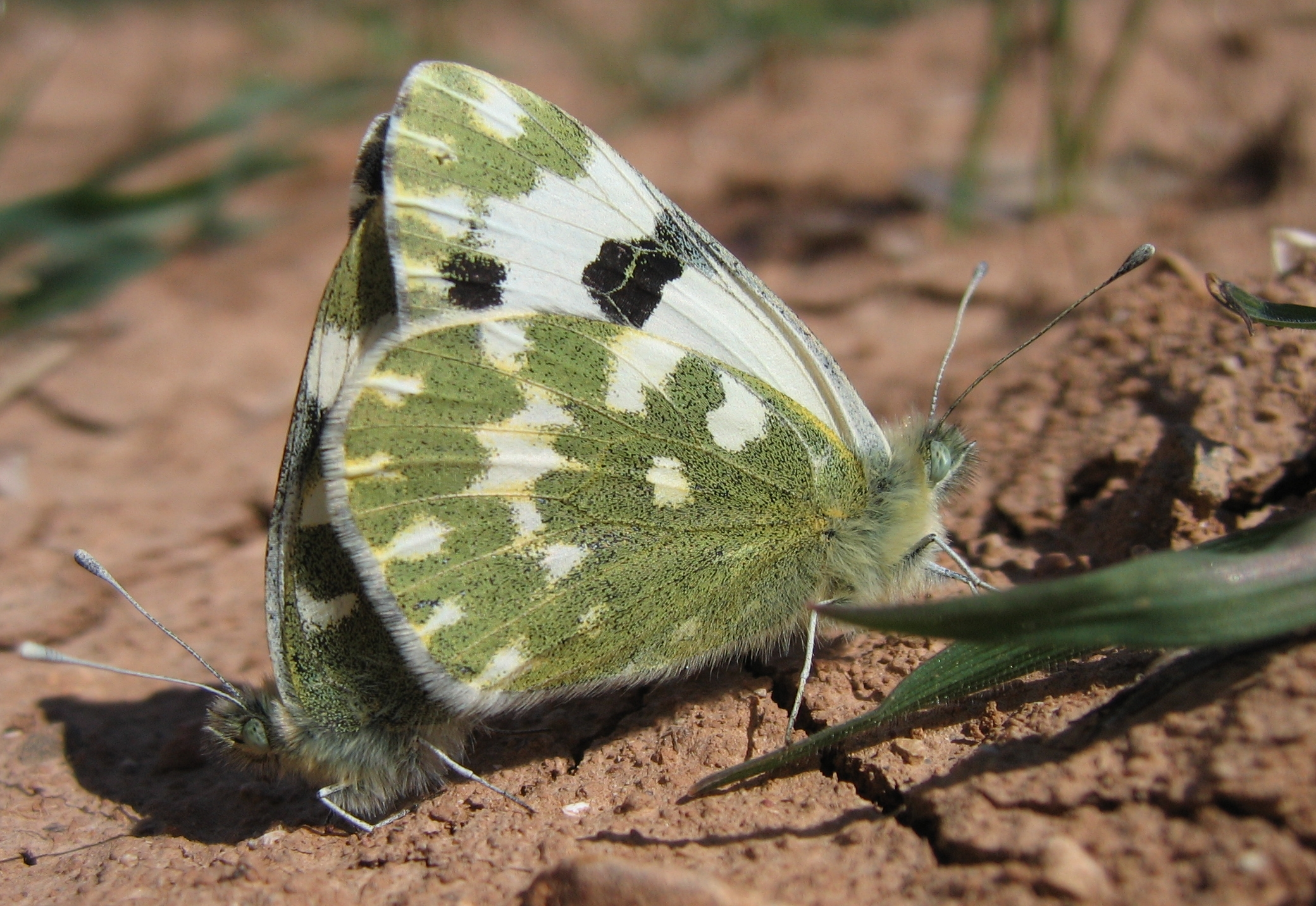
Pontia daplidice